# 小行星3972
小行星3972（英語：3972 Richard）是一颗围绕太阳公转的小行星。1981年5月6日，卡羅琳·舒梅克在帕洛马山发现了此天体。
这颗小行星的绝对星等为178.8689221221546等。